# Secondo lord del mare

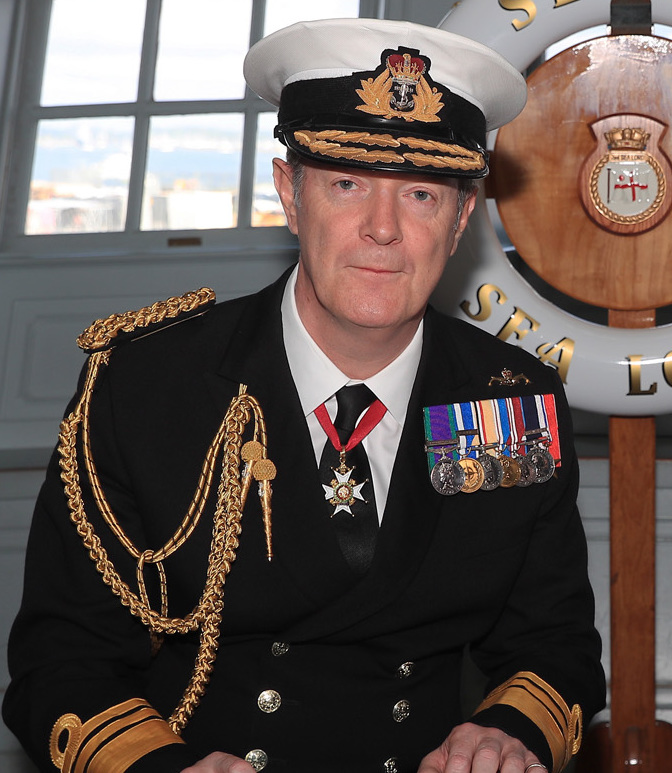
L'ex secondo lord del mare, viceammiraglio Nicholas Hine

Second Sea lord and Commander-in-Chief Naval Home Command ("secondo lord del mare e comandante in capo delle forze navali in madrepatria"), comunemente indicato col solo nome inglese di second sea lord è uno dei titoli conferiti agli ammiragli più anziani della Royal Navy inglese (dopo il titolo di primo lord del mare), ed è responsabile del personale navale e degli stabilimenti.

## Storia
Nel 1805, per la prima volta, vennero assegnate delle funzioni specifiche a ciascun lord 'Navale', descritti come 'Professional'lords, lasciando ai 'Civil'lords gli affari di routine e la sigla dei documenti. Il Second Naval lord era il secondo ammiraglio più anziano membro del consiglio dell'ammiragliato e godeva del titolo di Chief of Naval Personnel, responsabile appunto di tutto il personale presente nella Royal Navy.
Il posto di Commander-in-Chief Naval Home Command venne creato il 1º luglio 1969 come risultato dell'unione dei posti di comandanti in capo di Portsmouth e Plymouth.
Il posto di secondo lord del mare e di Commander-in-Chief Naval Home Command (CINCNAVHOME) vennero amalgamati nel 1994 a seguito della razionalizzazione delle forze armate britanniche dopo la fine della Guerra Fredda.
Il secondo lord del mare e Commander-in-Chief Naval Home Command (CINCNAVHOME), che è il responsabile per le installazioni a terra e per la gestione del personale della Royal Navy, ha sede a Portsmouth e sull'Isola di Whale nell'Hampshire. La nave bandiera del secondo lord del mare è la HMS Victory, la più antica nave del mondo ad essere ancora in funzione, che è preservata nel porto di Portsmouth.

## Secondi lord del mare, 1830–1904
- retroammiraglio George Dundas, 1830–1834
- viceammiraglio sir William Parker, 1834
- viceammiraglio sir John Beresford, 1835–1841
- viceammiraglio sir William Parker, 1835–1841
- retroammiraglio sir Edward Troubridge, 1841
- viceammiraglio sir William Gage, 1841–1846
- viceammiraglio sir James Dundas, 1846–1847
- viceammiraglio sir Henry Prescott, 1847
- viceammiraglio sir Maurice Berkeley, 1847–1852
- viceammiraglio sir Houston Stewart, 1852
- viceammiraglio sir Phipps Hornby, 1852–1853
- viceammiraglio sir Maurice Berkeley, 1853–1854
- viceammiraglio sir Richard Dundas, 1854–1855
- viceammiraglio Henry Eden, 1855–1857
- viceammiraglio sir Richard Dundas, 1857
- viceammiraglio Henry Eden, 1857–1858
- viceammiraglio sir Richard Dundas, 1858–1859
- retroammiraglio Frederick Pelham, 1859–1861
- viceammiraglio sir Charles Eden, 1861–1866
- viceammiraglio sir Sydney Dacres, 1866–1868
- Vacante, 1868–1872
- viceammiraglio sir John Tarleton, 1872–1874
- viceammiraglio sir Geoffrey Hornby, 1874–1877
- viceammiraglio Richard Meade, conte di Clanlliam, 1877–1880
- viceammiraglio lord John Hay, 1880–1883
- viceammiraglio lord Alcester, 1883–c.1885
- viceammiraglio sir Anthony Hoskins, c.1885–1888
- viceammiraglio sir Vesey Hamilton, 1888–1889
- viceammiraglio sir Henry Fairfax, 1889–1892
- viceammiraglio lord Walter Kerr, 1892–1895
- viceammiraglio sir Frederick Bedford, 1895–1899
- viceammiraglio lord Walter Kerr, 1899
- viceammiraglio Archibald Douglas, 1899–1902
- viceammiraglio sir John Fisher, 1902–1903

## Secondi lord del mare, 1904–1994
- viceammiraglio sir Charles Drury, 1903–1907
- ammiraglio sir William May, 1907–1909
- viceammiraglio sir Francis Bridgeman, 1909–1911
- viceammiraglio sir George Egerton, 1911
- viceammiraglio principe Luigi di Battenberg, 1911–1912
- viceammiraglio sir John Jellicoe, 1912–1914
- viceammiraglio sir Frederick Hamilton, 1914–1916
- viceammiraglio sir Somerset Gough-Calthorpe, 1916
- ammiraglio sir Cecil Burney, 1916–1917
- ammiraglio sir Rosslyn Wemyss, 1917
- viceammiraglio sir Herbert Heath, 1917–1919
- ammiraglio sir Montague Browning, 1919–1920
- ammiraglio sir Henry Oliver, 1920–1924
- viceammiraglio sir Michael Culme-Seymour, 1924–1925
- viceammiraglio sir Hubert Brand, 1925–1927
- ammiraglio sir Michael Hodges, 1927–1930
- ammiraglio sir Cyril Fuller, 1930–1932
- ammiraglio sir Dudley Pound, 1932–1935
- ammiraglio sir Martin Dunbar-Nasmith, 1935–1938
- ammiraglio sir Charles Little, 1938–1941
- ammiraglio sir William Whitworth, 1941–1944
- ammiraglio sir Algernon Willis, 1944–1946
- ammiraglio sir Arthur Power, 1946–1948
- ammiraglio sir Cecil Harcourt, 1948–1950
- ammiraglio sir Alexander Madden, 1950–1953
- ammiraglio sir Guy Russell, 1953–1955
- ammiraglio sir Charles Lambe, 1955–1957
- viceammiraglio Douglas Eric Holland-Martin, 1957–1959
- ammiraglio sir St John Tyrwhitt, 1959–1961
- ammiraglio sir Royston Wright, 1961–1965
- ammiraglio sir Desmond Dreyer, 1965–1967
- ammiraglio sir Peter Hill-Norton, 1967
- ammiraglio sir Frank Twiss, 1967–1970
- viceammiraglio sir Andrew Lewis, 1970–1971
- ammiraglio sir Derek Empson, 1971–1974
- ammiraglio sir David Williams, 1974–1977
- ammiraglio sir Gordon Tait, 1977–1979
- ammiraglio sir Desmond Cassidi, 1979–1982
- ammiraglio sir Simon Cassels, 1982–1986
- ammiraglio sir Richard Fitch, 1986–1989
- ammiraglio sir Brian Brown, 1989–1991
- ammiraglio sir Michael Livesay, 1991–1993
- ammiraglio sir Michael Layard, 1993–1994

## Commanders-in-Chief Naval Home Command (sino al 1994)
- ammiraglio sir John Frewen, 1969–1970 (formalmente Commander in Chief di Portsmouth)
- ammiraglio sir Horace Law, 1970–1972
- ammiraglio sir Andrew Lewis, 1972–1974
- ammiraglio sir Derek Empson, 1974–1975
- ammiraglio sir Terence Lewin, 1975–1976
- ammiraglio sir David Williams, 1976–1979
- ammiraglio sir Richard Clayton, 1979–1981
- ammiraglio sir James Eberle, 1981–1983
- ammiraglio sir Desmond Cassidi, 1983–1984
- ammiraglio sir Peter Stanford, 1984–1987
- ammiraglio sir Sandy Woodward, 1987–1989
- ammiraglio sir Jeremy Black, 1989–1991
- ammiraglio sir John Kerr, 1991–1993
- ammiraglio sir Michael Layard, 1993–1994

## Second Sea lords e Commanders-in-Chief Naval Home Command (dal 1994)
- ammiraglio sir Michael Layard,  1994–1995
- ammiraglio sir Michael Boyce, 1995–1997
- ammiraglio sir John Brigstocke, 1997–2000
- viceammiraglio sir Peter Spencer, 2000–2003
- viceammiraglio sir James Burnell-Nugent, 2003–2005
- viceammiraglio sir Adrian Johns, 2005—2008
- viceammiraglio sir Alan Massey, 2008—2010
- viceammiraglio sie Charles Montgomery, 2010—2012
- viceammiraglio sir David George Steel, 2012—2015
- viceammiraglio Jonathan Woodcock, 2015-2018[6]
- viceammiraglio Tony Radakin, 2018–2019
- Viceammiraglio Nicholas Hine, 2019-